# Абдулсалам Аль Гадабі
Абдулсалам Аль Гадабі (1 січня 1978) — єменський плавець.
Учасник Олімпійських Ігор 2008 року.